# Final Six dell'Eurolega 2009-2010
Le Final Six dell'Eurolega 2009-2010 di hockey su pista si sono disputate al Palalido di Valdagno in Italia dal 27 al 30 maggio 2010.
Vi hanno partecipato le seguenti squadre:
- 1ª classificata girone A:  Vic
- 1ª classificata girone B:  Noia
- 1ª classificata girone C:  Barcellona
- 1ª classificata girone D:  Marzotto Valdagno
- Qualificata al primo spareggio:  Porto
- Qualificata al secondo spareggio:  Reus Deportiu

I vincitori, gli spagnoli del Barcellona, al diciannovesimo successo nella manifestazione, hanno ottenuto il diritto di giocare contro i vincitori della Coppa CERS 2009-2010, gli spagnoli del Liceo La Coruña, nella Coppa Continentale 2010-2011.

## Risultati

### Girone A
| Squadra           | Pt | G | V | N | P | GF | GS | DG  |
| ----------------- | -- | - | - | - | - | -- | -- | --- |
| Barcellona        | 4  | 2 | 1 | 1 | 0 | 15 | 7  | +8  |
| Porto             | 4  | 2 | 1 | 1 | 0 | 8  | 6  | +2  |
| Marzotto Valdagno | 0  | 2 | 0 | 0 | 2 | 5  | 15 | -10 |

| Valdagno 27 maggio 2010 1ª giornata | Porto | 4 – 4 | Barcellona | Palalido |

| Valdagno 28 maggio 2010 2ª giornata | Marzotto Valdagno | 2 – 4 | Porto | Palalido |

| Valdagno 29 maggio 2010 3ª giornata | Barcellona | 11 – 3 | Marzotto Valdagno | Palalido |

### Girone B
| Squadra       | Pt | G | V | N | P | GF | GS | DG |
| ------------- | -- | - | - | - | - | -- | -- | -- |
| Vic           | 4  | 2 | 1 | 1 | 0 | 9  | 8  | +1 |
| Reus Deportiu | 3  | 2 | 1 | 0 | 1 | 9  | 7  | +2 |
| Noia          | 1  | 2 | 0 | 1 | 1 | 8  | 11 | -3 |

| Valdagno 27 maggio 2010 1ª giornata | Reus Deportiu | 6 – 3 | Noia | Palalido |

| Valdagno 28 maggio 2010 2ª giornata | Vic | 4 – 3 | Reus Deportiu | Palalido |

| Valdagno 29 maggio 2010 3ª giornata | Noia | 5 – 5 | Vic | Palalido |

### Finale
| Arbitri: | Fermi Lamela |

|                                              |           |               |
| Adroher 10' Paez 20' Panadero 39' Garcia 42' | Marcatori | 49' Masoliver |

| Barcellona          |  |                        |
|                     |  |                        |
| P                   |  | Aitor Egurrola         |
| E                   |  | Alberto Borregan       |
| E                   |  | Josep Ordeig           |
| E                   |  | Reinaldo Garcia Mallea |
| E                   |  | Sergi Panadero         |
| E                   |  | Carlos Lopez Chimino   |
| E                   |  | David Paez Picon       |
| E                   |  | Jordi Adroher          |
| E                   |  | Lluis Teixido Sala     |
| Allenatore:         |  |                        |
| Joaquin Pauls Bosch |  |                        |

| Vic                     |  |                             |
|                         |  |                             |
| P                       |  | Sergi Fernández             |
| E                       |  | Miquel Masoliver Valdivieso |
| E                       |  | Josep Maria Roca Bigas      |
| E                       |  | Marc Torra Sayo             |
| E                       |  | Roma Bancells Chavales      |
| E                       |  | Jordi Carbo Ribas           |
| E                       |  | Borja Lopez Castilla        |
| Allenatore:             |  |                             |
| Ferran Pujalte Camarasa |  |                             |